# Verwaltungsgemeinschaft Reichertshausen
Die Verwaltungsgemeinschaft Reichertshausen im oberbayerischen Landkreis Pfaffenhofen an der Ilm wurde im Zuge der Gemeindegebietsreform am 1. Mai 1978 gegründet und zum 1. Januar 1980 bereits wieder aufgelöst.
Ihr gehörten die Gemeinden Hettenshausen, Ilmmünster, Jetzendorf und Reichertshausen an. Während Jetzendorf und Reichertshausen eigene Verwaltungen als Einheitsgemeinden erhielten, bildeten die zwei weiteren Mitglieder ab 1. Januar 1980 die Verwaltungsgemeinschaft Ilmmünster.
Sitz der Verwaltungsgemeinschaft war Reichertshausen.